# Герб Подкарпатского воеводства
Герб Подкарпатского воеводства (пол. Herb Województwa Podkarpackiego) — один из официальных символов Подкарпатского воеводства Польши. Утверждён Постановлением Сеймика Подкарпатского воеводства № XXI/212/2000 от 28 августа 2000 года.

## Описание
Официальное описание герба Подкарпатского воеводства:

…на щите в правом красном поле грифон коронованный серебряный, в левом голубом поле — лев коронованный золотой, над ними серебряный рыцарский крест.
Оригинальный текст (пол.)...na tarczy w polu prawym czerwonym gryf ukoronowany srebrny, w polu lewym blekitnym lew ukoronowany zloty, ponad nimi krzyz kawalerski srebrny.— Sejmik Województwa Podkarpackiego.
Герб отражает историческое наследие и географическое положение Подкарпатского воеводства, включая в себя два исторических герба земель, которые входят в состав нынешнего воеводства: лев с золотой короной в голубом поле был гербом бывшего Русского воеводства, а серебряный грифон в красном поле — гербом Белзского воеводства. Рыцарский крест отображает герб Жешува — административного центра Подкарпатского воеводства.